# Peter Horton
Peter Horton (anteriormente conocido como Peter Horten y nacido como Peter Müller; Valtice, Moravia Meridional, Chequia, 19 de septiembre de 1941 - 22 de septiembre de 2023) fue un cantante, músico, guitarrista, compositor y autor austriaco.

## Eurovisión 1967
En 1967, Horton representó a Austria en el Festival de Eurovisión bajo el nombre de Peter Horten con la canción "Warum es hunderttausend Sterne gibt" ("¿Por qué hay cientos de miles de estrellas?"). Finalmente, la canción finalizó en el penúltimo lugar con sólo dos puntos, empatado con los Países Bajos y Noruega.
En 1972, volvería a intentar participar en el festival, obteniendo el séptimo lugar en la selección nacional, y en 1975, finalizó en el 11° puesto de quince participantes.